# Gurwansajchan uul

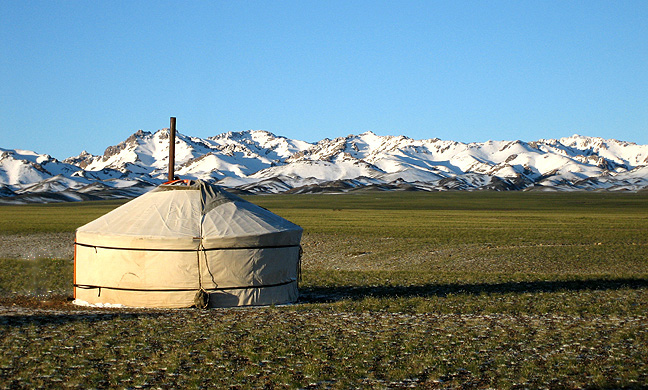
Góry Gurwan Sajchan w tle

Gurwansajchan uul, Gurwan Sajchan uul (mong. Гурвансайхан уул, Гурван сайхан уул) – góry w południowej Mongolii, w północnej części pustyni Gobi, wschodnie przedłużenie Ałtaju Gobijskiego. Dzielą się na trzy części: Dzüün Sajchany nuruu, Dund Sajchany nuruu i Baruun Sajchan nuruu. Najwyższym szczytem jest Cagaan Owoo uul osiągający wysokość 2825 m n.p.m. Dominuje roślinność pustynno-stepowa. W obrębie szczytów górskich znajduje się wąwóz Jolyn am.